# Système de riziculture intensive
Pour les articles homonymes, voir SRI.
Le système de riziculture intensive (SRI) est une méthode agricole qui vise à augmenter le rendement du riz tout en utilisant moins de ressources et en réduisant les impacts environnementaux. La méthode a été développée par le Père jésuite Henri de Laulanié, ingénieur agronome et s'est appuyée sur des décennies d'expérimentation agricole. Le SRI se concentre sur la modification de la gestion des plantes, du sol, de l'eau et des nutriments pour créer un système de culture du riz plus productif et durable.

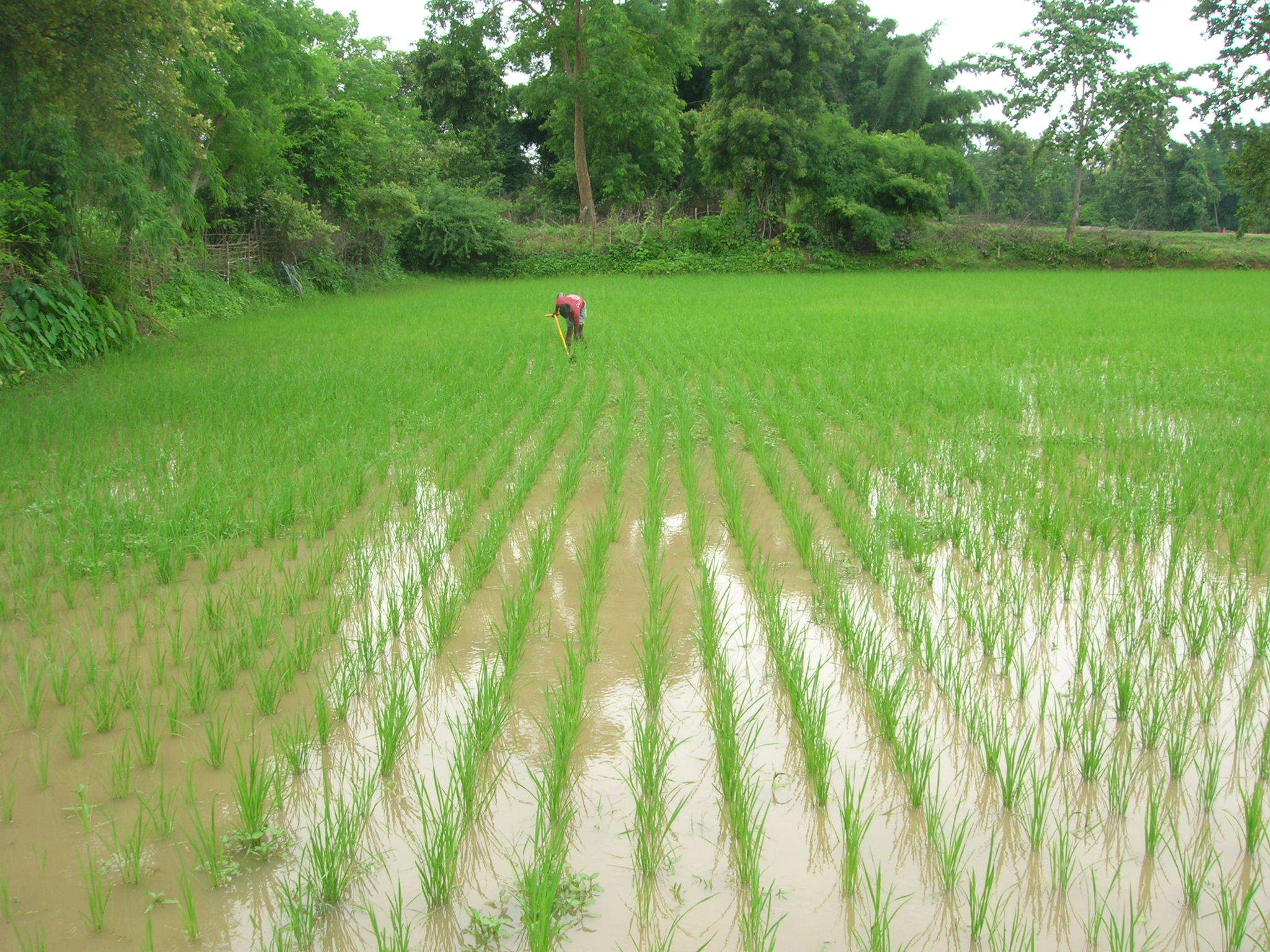
Rizière SRI dans l'État du Chhattisgarh (Inde).

La méthode a été adoptée par des millions de petits agriculteurs à travers le monde, en particulier en Asie et en Afrique. Malgré son succès, l'adoption du SIR a été limitée principalement en raison du manque de sensibilisation et de formation disponible. Le SIR  est cité en principal exemple pour illustrer  la façon dont l’agroécologie peut résoudre ce que décrit le journal The Economist comme la crise mondiale imminente du riz,.

## Histoire
Les pratiques qui ont abouti au SIR ont débuté dans les années 1960 sur la base des observations du Père Laulanie, dont les principes comprenaient  l’usage d'une quantité minimale d'eau et la transplantation individuelle de très jeunes plants selon un schéma carré.
Le Père Laulanie  commença à expérimenter une nouvelle approche qui consistait à planter  des plants individuels avec un espacement plus large, à utiliser moins d'eau et à fournir plus de nutriments aux plantes par le biais de matière organique. Ces méthodes ont montré des améliorations significatives des rendements de riz, et l'approche du Père Laulanie est finalement devenue connue sous le nom de SIR.
Dans les années 1990, un politologue du nom de Norman Uphoff de l'université Cornell aux États-Unis a appris l'existence  du SIR et a commencé à promouvoir son adoption dans d'autres régions du monde. Uphoff et ses collègues ont travaillé avec des agriculteurs dans des pays tels que la Chine, l'Inde et l'Indonésie pour  perfectionner et adapter l'approche SIR aux conditions locales.
Uphoff et ses collègues ont constaté que les méthodes du SIR pouvaient augmenter de manière significative les rendements de riz, réduire jusqu'à 50 % la consommation d'eau et diminuer jusqu'à 90 % les besoins en semences. Le SIR a gagné en reconnaissance au début des années 2000 lorsqu'il a été présenté dans le Rapport sur le développement dans le monde 2008 de la Banque mondiale : Agriculture pour le développement, qui soulignait le potentiel du SIR pour augmenter les rendements de riz et réduire la pauvreté en milieu rural.
Depuis, le SIR a été adopté par des millions d'agriculteurs dans plus de 50 pays à travers le monde, avec des niveaux d'adoption particulièrement élevés en Asie et en Afrique. En Inde, par exemple, le SIR a été largement adopté par les petits agriculteurs et a contribué à améliorer la productivité du riz et à augmenter les revenus des agriculteurs.

## Caractéristiques
Les composantes du Système d'Intensification du Riz (SIR) ont été développées et améliorées  au fil  années de recherche et d'expérimentation par des agriculteurs et des scientifiques dans différentes régions du monde.
Étant donné qu'il s'agit d'une méthode, le SIR possède des principes généraux qui peuvent être adaptés aux circonstances spécifiques dans lesquelles se trouvent les individus. Les quatre principes principalement acceptés du SIR sont les suivants :
- Plantation de jeunes plants : Cela est dû au fait que les jeunes plants ont plus de potentiel de croissance et de résilience que les plants plus âgés. Il a été constaté que la plantation de plantss âgés de 8 à 12 jours permet un meilleur établissement , des rendements plus élevés et une réduction de l'incidence des ravageurs et des maladies[6].

- Plantation soigneuse de plants individuels espacés plus largement : Cela est fait pour éviter le choc de transplantation, qui peut être un facteur de stress majeur pour les plants de riz. Des études ont montré qu'une manipulation soigneuse des plants lors de la transplantation peut améliorer considérablement le rendement et réduire la mortalité des plants. De plus, un espacement plus large réduit la compétition entre les plants, permettant à chaque plant d'accéder à suffisamment de nutriments, d'eau et de lumière. Des études ont montré que la plantation en grille peut conduire à des rendements plus élevés et à une meilleure efficacité d'utilisation des ressources[11].

- Utilisation d'engrais organiques : L'utilisation de matière organique comme amendement du sol est une caractéristique clé du SIR, car elle contribue à améliorer la santé et la fertilité du sol à long terme. Des études ont montré que le SIR peut atteindre des rendements élevés avec une utilisation minimale ou nulle d'engrais chimiques synthétiques, tout en réduisant les émissions de gaz à effet de serre et en améliorant davantage la qualité du sol[11].

- Réduction de la consommation d'eau : Cela est dû au fait que les plants de riz n'ont pas besoin de conditions d'inondation continue pour se développer[12], et que des économies d'eau peuvent être réalisées sans compromettre les rendements. Des études ont montré que le SIR peut réduire la consommation d'eau de 25 à 50 % par rapport à l'agriculture traditionnelle du riz, tout en maintenant ou en augmentant les rendements[13],[14].

Toutes ces caractéristiques sont ajustables en fonction des circonstances des agriculteurs, mais ensemble, elles ont un effet cumulatif significatif sur la production de riz et la durabilité environnementale.

## Impacts
Le Système d'Intensification du Riz (SIR) a démontré qu'il a un impact significatif sur la productivité du riz, son coût pour les agriculteurs et l'empreinte environnementale de la riziculture. En raison de facteurs environnementaux, économiques et autres, les impacts exacts du SIR peuvent varier d'un pays à l'autre.
Pour les agriculteurs, l'agriculture en SIR a systématiquement permis d'obtenir des rendements de récolte, souvent de manière extrêmement significative. Une étude menée en Inde a révélé que les pratiques du SIR ont entraîné une augmentation des rendements de 41 % par rapport aux pratiques conventionnelles. L'Organisation des Nations unies pour l'alimentation et l'agriculture (FAO) a constaté des effets similaires sur la production. Par exemple, au Cambodge, ils ont constaté que les exploitations agricoles qui ont adopté les pratiques du SIR produisaient le double de la quantité de riz par rizière.
De plus, les pratiques du SIR ont réduit la quantité d’apports  que les agriculteurs doivent utiliser pour obtenir des résultats bénéfiques. Des groupes comme la FAO ont constaté que le coût pour les agriculteurs diminue en raison de l'utilisation de moins de semences, de pesticides, d'engrais et d'eau, un fait confirmé par d'autres études,,.
Les avantages environnementaux du SIR sont également importants.
Tout d'abord, le SIR nécessite 25 à 50 % moins d'eau que les méthodes conventionnelles de riziculture, grâce à l'alternance d'humidification et de séchage (AHS) des champs plutôt que l'inondation. Cela peut entraîner des économies d'eau significatives dans les régions confrontées à la pénurie d'eau où la riziculture intensive en eau est une pression sur les ressources.
En ne noyant pas les rizières, le SIR réduit ensuite la quantité de gaz à effet de serre émis par la riziculture. La riziculture conventionnelle avec des rizières  inondées est un environnement idéal pour la prolifération d'organismes du sol anaérobies, qui se nourrissent de débris tels que les résidus de paille de riz et produisent du méthane, tandis que l'utilisation excessive d'engrais à base de nitrate entraîne l'émission de protoxyde d'azote par le sol. C'est à cause de  ces pratiques que la riziculture produit 1,5 % des émissions mondiales de gaz à effet de serre, selon l'Institut des ressources mondiales.
Les pratiques non inondantes du SIR, associées à la gestion organique des sols, peuvent réduire les émissions de méthane de jusqu'à 50 % par rapport aux méthodes conventionnelles, ce qui compense considérablement l'impact environnemental de la riziculture.
De plus, les pratiques du SIR contribuent à améliorer et à restaurer la santé du sol. Cela est dû à l'aération active du sol, à la fertilisation organique et au paillage qui ajoutent de la matière organique supplémentaire au sol, réduisent l'érosion du sol et améliorent le cycle des nutriments, ce qui permet d'améliorer la structure du sol et sa fertilité, renforçant ainsi les avantages précédents du SIR en termes de rendements agricoles plus élevés et de moindre utilisation d'engrais.
De plus, les pratiques du SIR favorisent la croissance d'une plus grande variété de souches de riz et encouragent le développement d'une plus grande diversité de plantes et d'insectes dans et autour des rizières. Cela peut fournir un habitat aux insectes , pollinisateurs et  oiseaux utiles, ce qui contribue à améliorer la santé des écosystèmes et la biodiversité, tout en renforçant la production de riz face aux changements environnementaux auxquels l'agriculture en monoculture peut être vulnérable.

## Développement
Le Système d'Intensification du Riz (SIR) s'est répandu rapidement ces dernières années, avec des millions d'agriculteurs adoptant cette approche dans plus de 50 pays à travers le monde. L’expansion  du SIR a été stimulée par divers facteurs, notamment son potentiel d'augmentation des rendements, de réduction des coûts d'entrée et d'amélioration de la durabilité, ce qui a motivé son adoption par les agriculteurs.
L'un des principaux moteurs du développement  du SIR a été le travail des organisations non gouvernementales (ONG) et des agences de développement international, qui ont joué un rôle important dans la promotion et le développement  de cette approche. Des ONG telles que l'Association Tefy Saina à Madagascar[27] et l'Institut international Cornell pour l'alimentation, l'agriculture et le développement (CIIFAD) ont joué un rôle déterminant dans le développement et la promotion du SIR, tandis que des agences telles que le Programme des Nations unies pour le développement (PNUD), l'Agence des États-Unis pour le développement international (USAID)[30], le Fonds international de développement agricole (FIDA), la Banque mondiale et l'Organisation des Nations unies pour l'alimentation et l'agriculture (FAO) ont soutenu son adoption dans différents pays.
Un autre facteur important dans le développement  du SIR a été le succès des premiers adoptants, qui ont démontré les avantages de cette approche à d'autres agriculteurs de leurs communautés.[34] Dans de nombreux cas, les agriculteurs qui ont adopté le SIR ont pu obtenir une augmentation significative des rendements et une réduction des coûts d'entrée, ce qui a suscité un vif intérêt pour cette approche.
La diffusion du SIR a également été facilitée par le développement de réseaux et de partenariats entre agriculteurs, chercheurs, ONG et d’autres parties prenantes. Ces réseaux ont joué un rôle clé dans la diffusion d'informations sur le SIR et dans son soutien à la mise en œuvre, ainsi que dans la facilitation de l'échange de connaissances et de bonnes pratiques. Par exemple, la diffusion précoce du SIR en Inde peut être en partie attribuée aux stratégies de communication intelligentes de ses promoteurs, plusieurs journaux indiens accordant une couverture disproportionnée au SIR, ainsi qu'à la constitution efficace de coalitions entre plusieurs organisations nationales et internationales.
Malgré sa diffusion rapide, le SRI rencontre encore d'importants défis en termes d'adoption et de scalabilité, notamment dans les zones où l'accès aux ressources, à la formation et au soutien est limité. Cependant, la recherche et l'innovation en cours contribuent à relever certains de ces défis et à améliorer l'efficacité et la durabilité de l'approche, qui est  utilisée par un nombre croissant de personnes. Le projet Drawdown estime que le SRI est actuellement pratiqué sur 6,7 millions d'hectares, ce chiffre pouvantt atteindre 40,21 à 52,00 millions d'hectares d'ici 2050.

## Pays
Voici une liste non exhaustive des pays qui ont mis en œuvre le SRI et la manière dont ils l'ont fait.

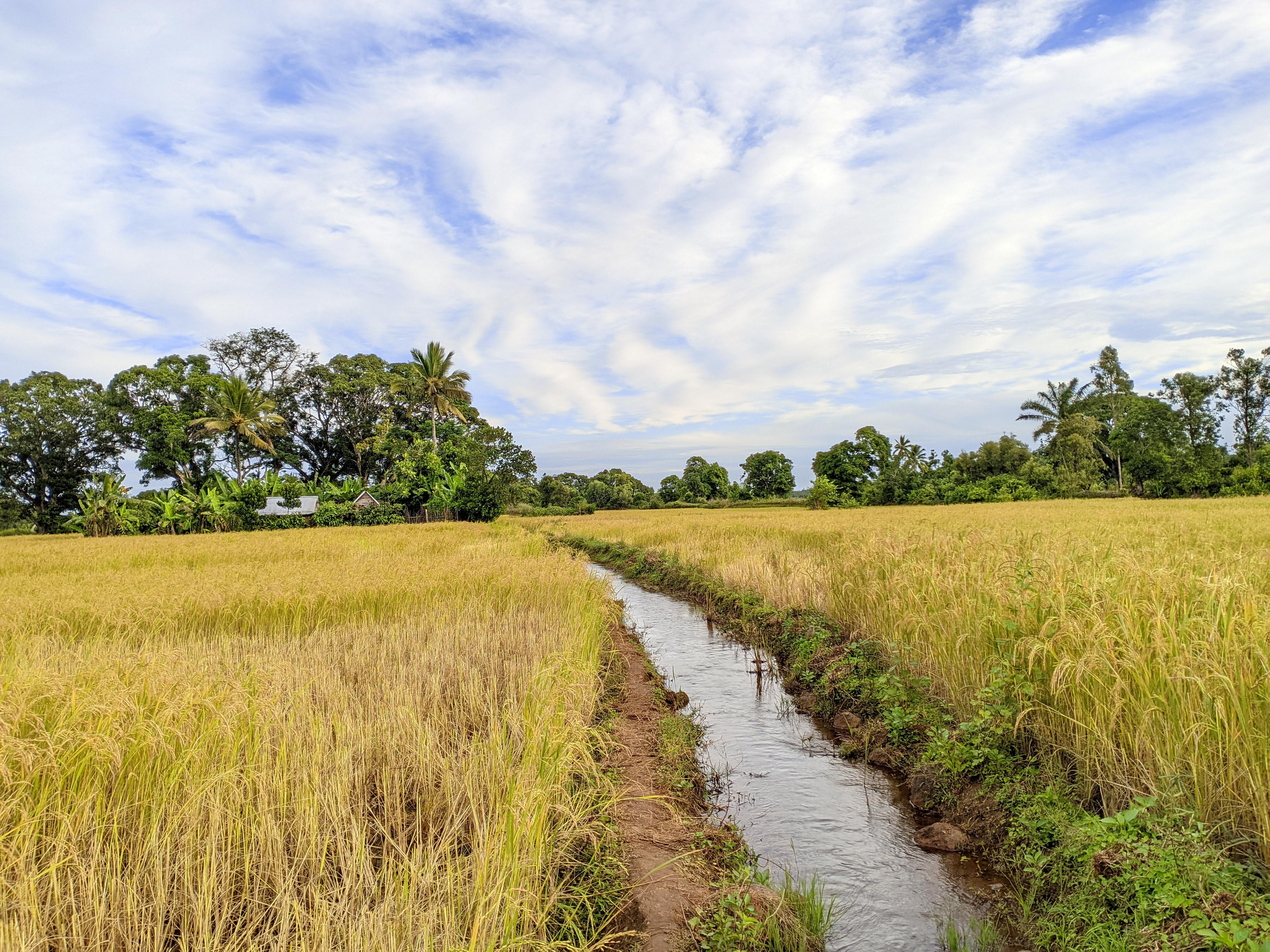
Riz de Madagascar

- Riz de MadagascarMadagascar: Le SRI est pratiqué depuis le plus longtemps à Madagascar, car c'est là que la technique a été développée. L'initiative  a été lancée par l'Association Tefy Saina (ATS), fondée en 1990 par le père Henri de Laulanié et ses collaborateurs, dans le but de poursuivre sa mission d'aide aux zones rurales de Madagascar. Ils ont été aidés dans cet effort par le gouvernement malgache, le ministère de l'Agriculture collaborant avec diverses parties intéressées, telles que l'université Cornell, pour mener des recherches et promouvoir le SRI, puis l'intégrer dans les stratégies agricoles nationales[33]. Selon des études préliminaires, le SRI a permis une augmentation spectaculaire de la production de riz. Par exemple, une étude menée en 2002 a révélé que pendant la saison des pluies, le système de culture recommandé précédemment par le gouvernement malgache, le SRA (système de riziculture améliorée), avait une production moyenne de 2,45 t/ha, tandis que les parcelles de SRI atteignaient en moyenne 4,38 t/ha.[39] La mise en œuvre du SRI à Madagascar est une politique gouvernementale depuis lors, avec des expansions continues et des résultats très positifs dans les régions rizicoles[34]. Implementing SRI in Madagascar has been government policy since then with continual expansions ongoing with highly positive results in rice growing regions[33].

- Inde : En tant que l'un des plus grands producteurs mondiaux de riz, le SRI a été largement adopté en Inde. Tout comme à Madagascar, des ONG locales comme la Fondation Tata ont travaillé avec des journaux et des universitaires pour encourager l'expansion initiale du SRI dans le pays[35]. Aujourd'hui, le SRI a été mis en œuvre dans de nombreux états indiens et est considéré comme l'une des meilleures pratiques agricoles du gouvernement, avec une section qui lui est dédiée sur Vikaspedia, le guide d'information en ligne du gouvernement indien[36]. En raison de l'ampleur de l'Inde, la manière dont le SRI a été mis en œuvre varie d'un état à l'autre.

- Odisha, Inde : Le SRI a été mis en œuvre avec succès à Odisha pour améliorer la production de riz et réduire la pauvreté. Les agriculteurs de petite échelle du district de Mayurbhanj ont adopté le SRI et ont constaté une augmentation de rendement de 54 % tout en réduisant de 34 % l'utilisation de l'eau[37].

- Bihar, Inde : Au Bihar, l'adoption du SRI a joué un rôle clé dans l'obtention de rendements de riz plus élevés et la réduction des coûts de production. Une étude menée dans le district de Bhagalpur a rapporté une augmentation de rendement de 47 % avec le SRI, accompagnée d'une réduction de 35 % des besoins en semences[38].

- Andhra Pradesh, Inde : Les pratiques du SRI ont été mises en œuvre avec succès dans l'Andhra Pradesh, contribuant à l'agriculture durable et à l'amélioration des moyens de subsistance. Les agriculteurs du district de Nellore ont adopté le SRI, ce qui a entraîné une augmentation de 29 % des rendements en riz ainsi que des économies d'eau pouvant atteindre 40 %[39].

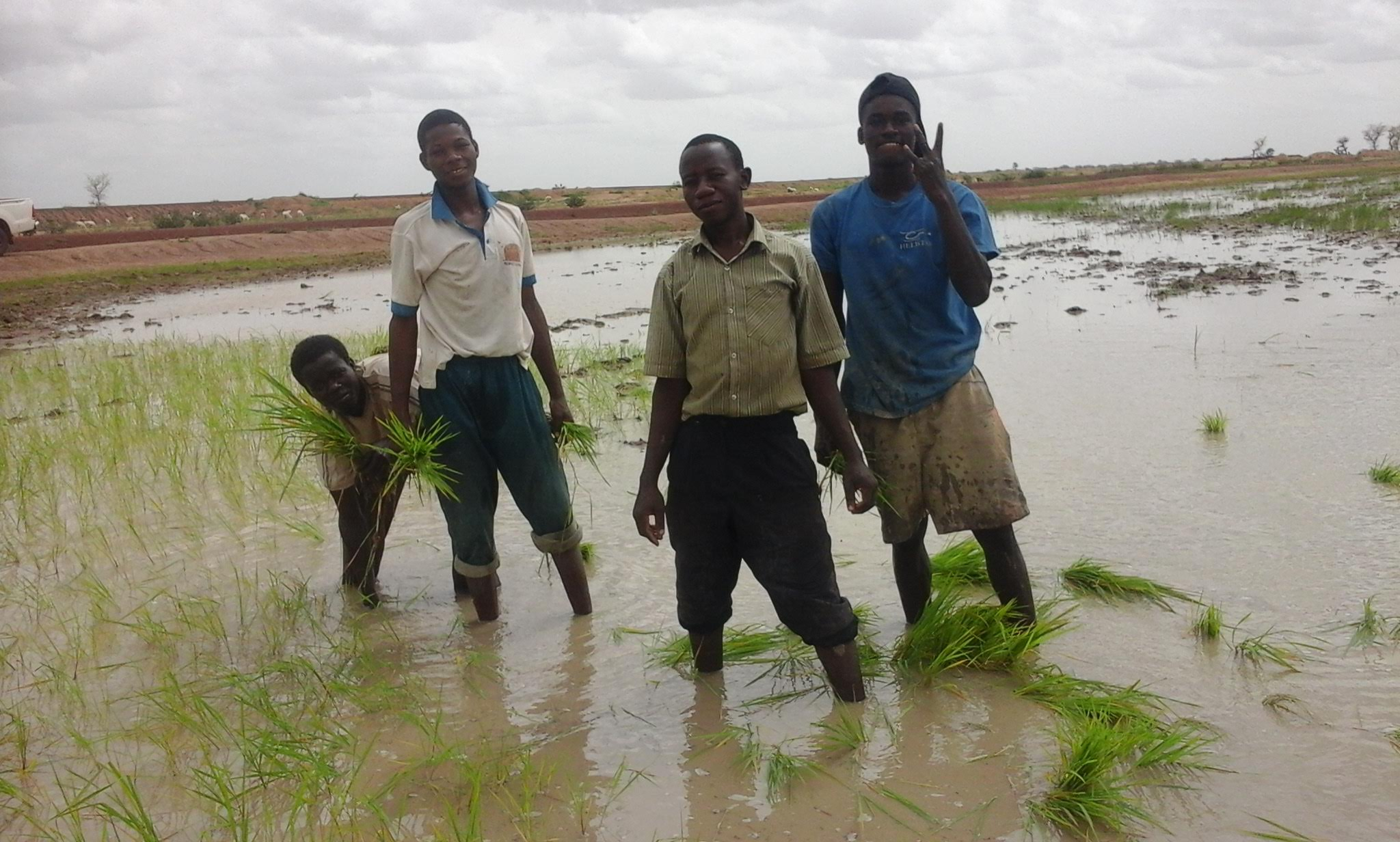
Riz à Mali #WPWP et #WPWPMDG

- Riz à Mali #WPWP et #WPWPMDGMali : Au Mali, les techniques du SRI ont été adoptées pour améliorer la productivité du riz et promouvoir l'agriculture durable. Le Centre du riz pour l'Afrique (AfricaRice) a collaboré avec des partenaires locaux pour introduire les pratiques du SRI dans le système d'irrigation de l'Office du Niger. Grâce à l'initiative "More Rice for Africa", le SRI a été mis en œuvre, ce qui a entraîné une augmentation significative des rendements. Les agriculteurs de la région ont atteint des rendements moyens de 8 tonnes par hectare, contre une moyenne conventionnelle de 4 tonnes par hectare[40].

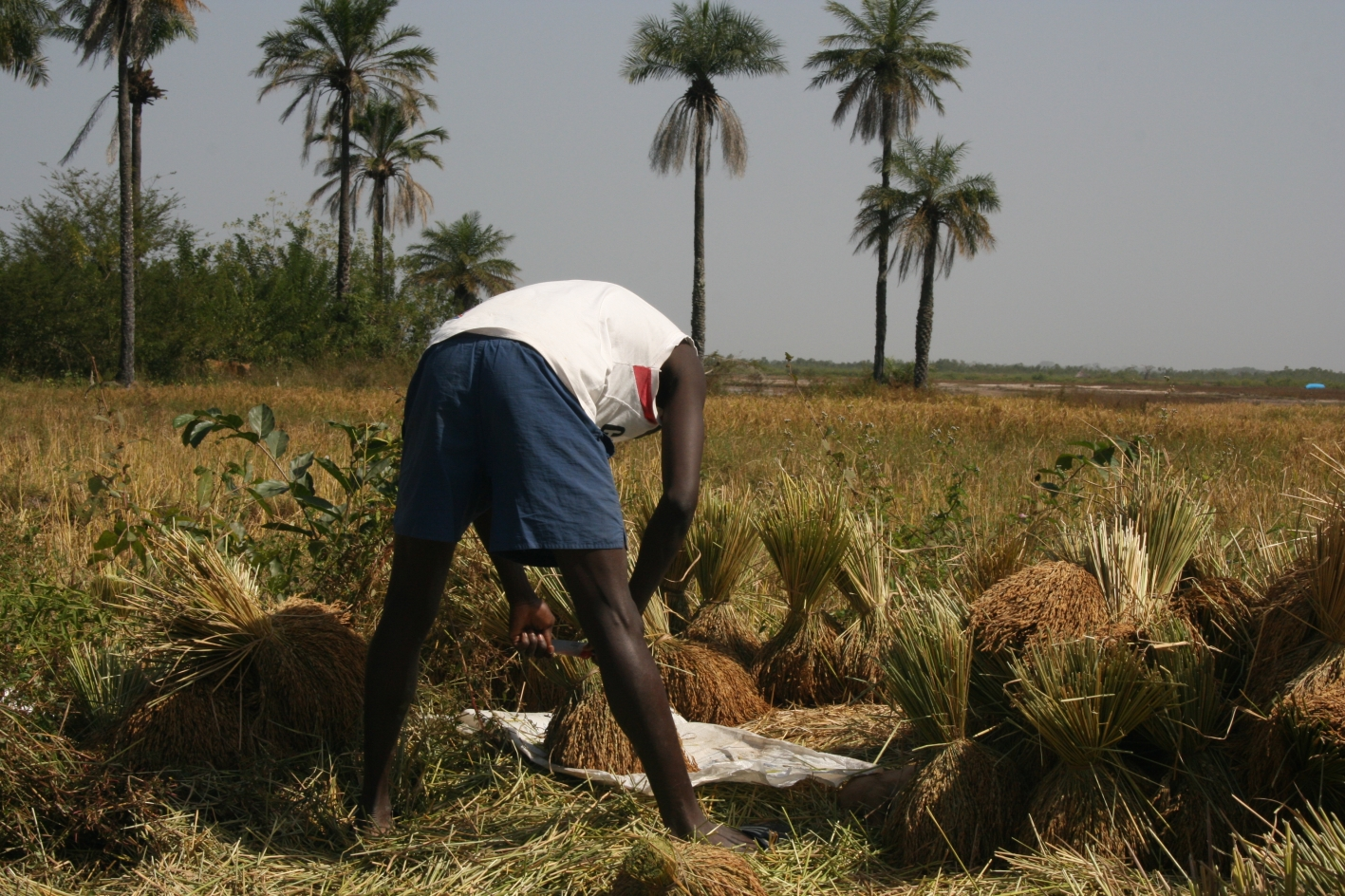
Riz Senegal #WPWP et #WPWPMDG

- Riz Senegal #WPWP et #WPWPMDGSénégal : Le SRI a été introduit au Sénégal pour relever les défis liés à la faible productivité du riz et à la pénurie d'eau. Le Centre national de recherche agronomique (CNRA) et d'autres parties prenantes ont collaboré pour promouvoir les pratiques du SRI. Les agriculteurs de la vallée du fleuve Sénégal ont adopté le SRI, ce qui a entraîné une augmentation des rendements en riz, une meilleure gestion de l'eau et une amélioration des moyens de subsistance des agriculteurs[41].

## Critiques
Bien que le Système de Riziculture Intensive (SRI) ait été salué pour son potentiel d'amélioration des rendements en riz tout en réduisant les coûts d'entrée et les impacts environnementaux, des critiques ont également été formulées à l'égard de cette approche.
Tout d'abord, on reproche au SRI d'être excessivement intensif en main-d'œuvre. Le SRI implique souvent un désherbage plus fréquent, la transplantation de jeunes plants et d'autres tâches manuelles, ce qui peut être difficile pour les agriculteurs disposant de ressources et de main-d'œuvre limitées, du moins au début de la mise en œuvre. Cependant, une étude anglo-indienne sur le SRI dans l'Andhra Pradesh, en Inde, a révélé qu'au final, il y avait une réduction substantielle des besoins en main-d'œuvre, ainsi que des avantages significatifs pour les agriculteurs et l'environnement, une fois que les agriculteurs ont eu le temps d'optimiser leur mise en œuvre du SRI.
Ensuite, il y a le problème potentiel selon lequel le SRI est trop exigeant en termes de connaissances, car il nécessite un niveau de connaissances techniques et de compétences plus élevé que les méthodes traditionnelles de culture du riz, ce qui peut constituer un obstacle pour certains agriculteurs. Par exemple, le SRI implique un espacement précis des plants, une gestion de l'eau et une application de nutriments qui peuvent nécessiter une formation et un soutien pour une mise en œuvre réussie. Cela a suscité des critiques supplémentaires selon lesquelles le SRI pourrait ne pas pouvoir fonctionner à une échelle suffisamment grande par rapport aux autres méthodes de production de riz conventionnelles.
Le risque de variabilité des rendements est cité comme une critique, car les méthodes du SRI peuvent être plus sensibles à la variabilité des rendements que les méthodes traditionnelles de culture du riz. Cela est dû au fait que le SRI implique un espacement des plants plus précis et une gestion des nutriments, qui peuvent être affectés par les conditions météorologiques et d'autres facteurs difficiles à contrôler.
Le plus souvent, les critiques ont souligné le manque de preuves de l'impact du SRI, certains affirmant qu'il n'était pas meilleur que n'importe quelle autre méthode de production de riz. Cependant, ces premières critiques se sont pour la plupart estompées, car des études continues ont montré que le SRI augmentait systématiquement la production de riz. De plus, plusieurs des études affirmant que le SRI n'augmentait pas la production de riz utilisaient soit des données secondaires, soit examinaient de petits ensembles de données du SRI où il était délibérément mal mis en œuvre pour générer ces résultats.
Bien que bon nombre des critiques formulées à l'encontre du SRI soient valables dans une certaine mesure, des preuves suggèrent également que bon nombre de ces défis peuvent être relevés grâce à une formation adéquate, un soutien et une adaptation de l'approche aux conditions locales, ce à quoi de nombreuses agences internationales et nationales se sont engagées.

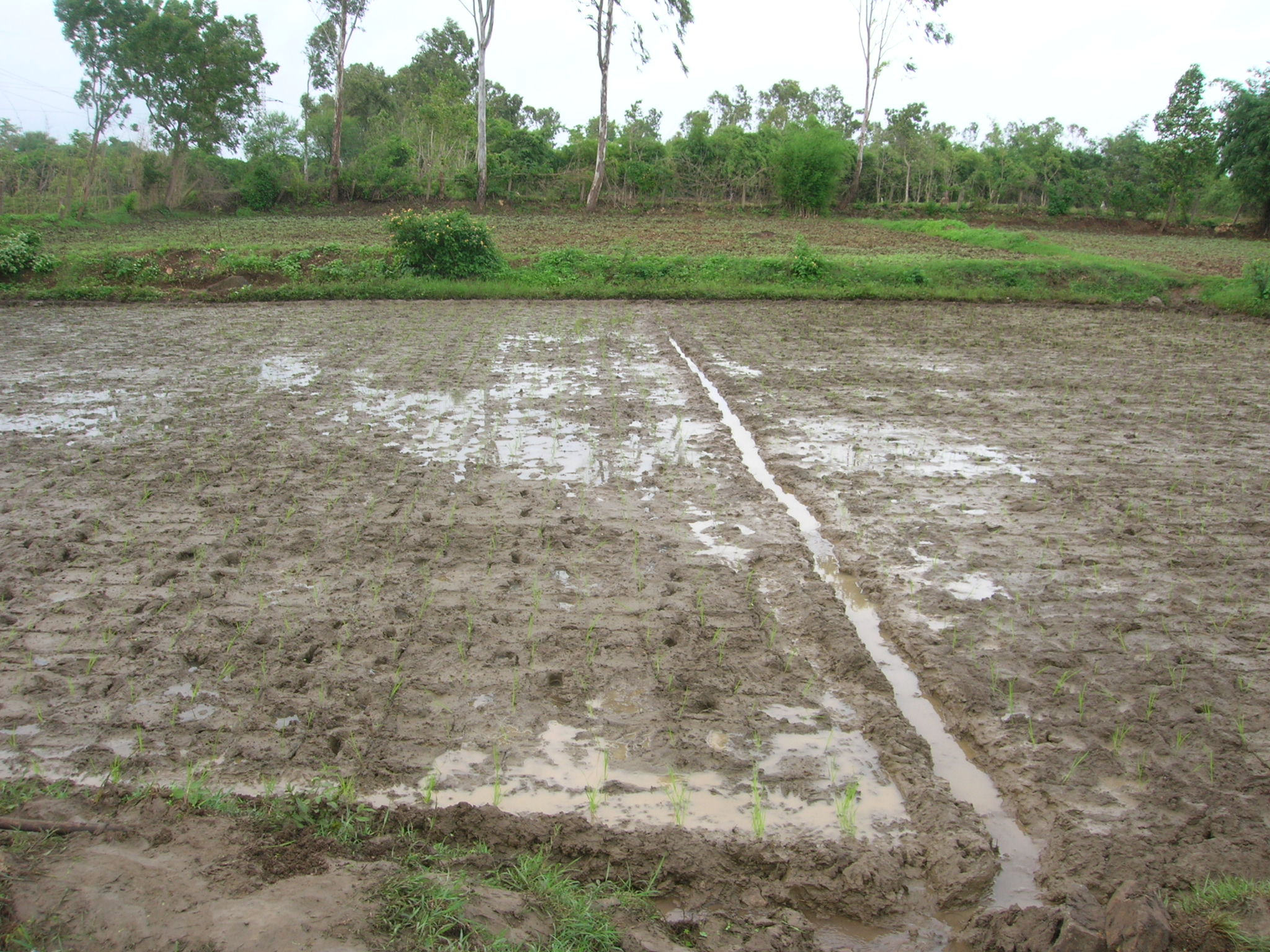
Planted field
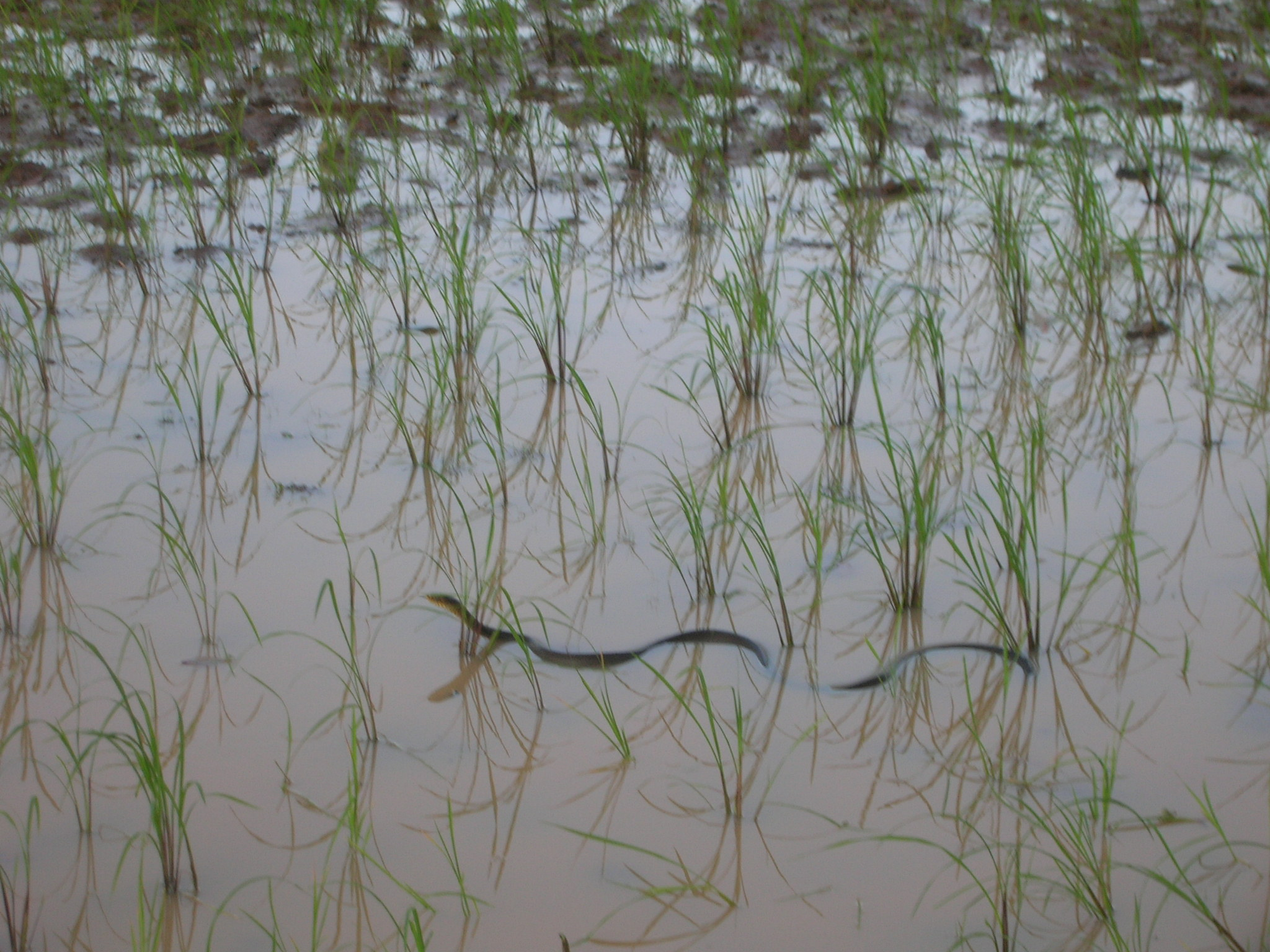
Rice field
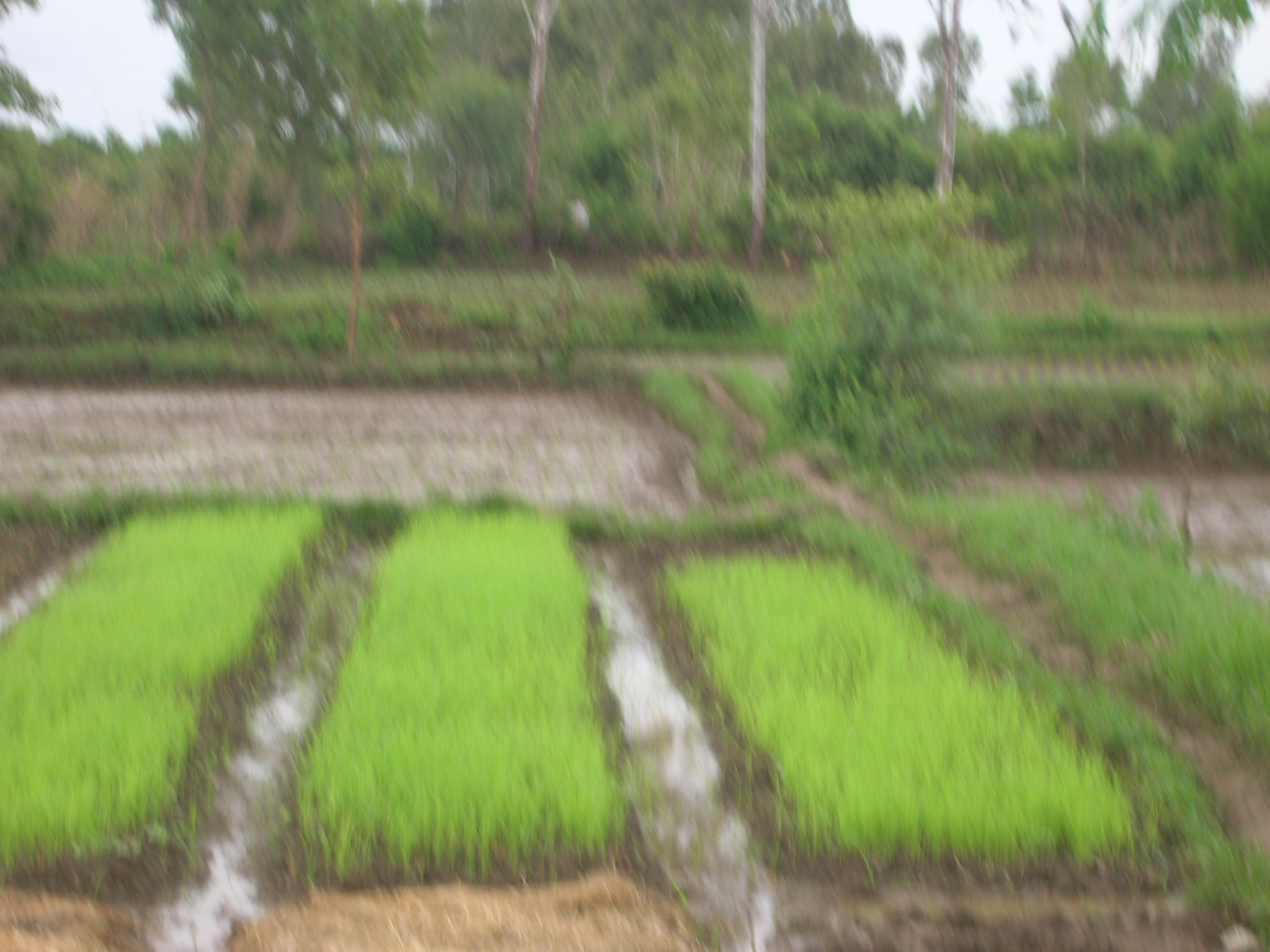
Nursery
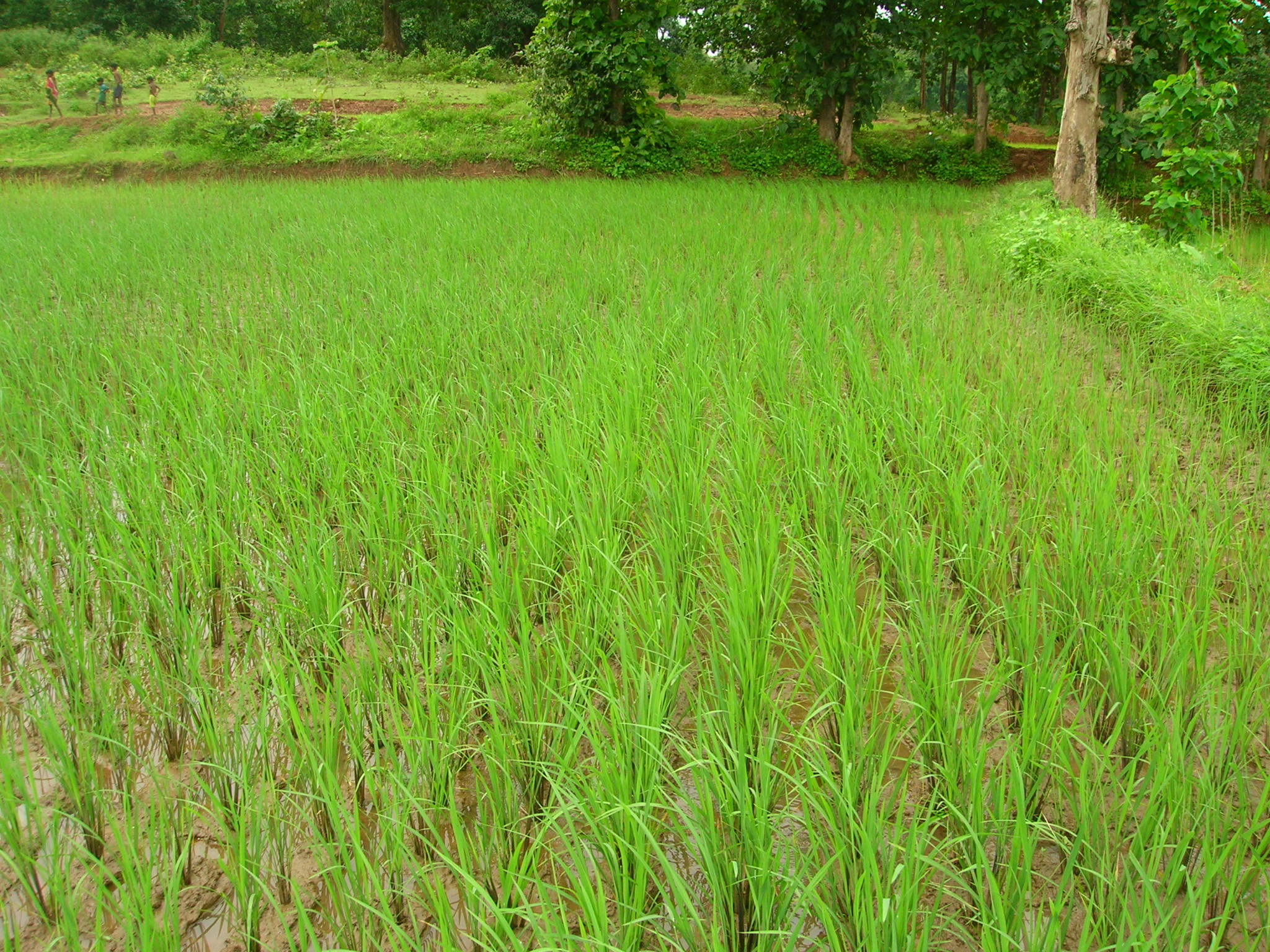
Fields left almost dry
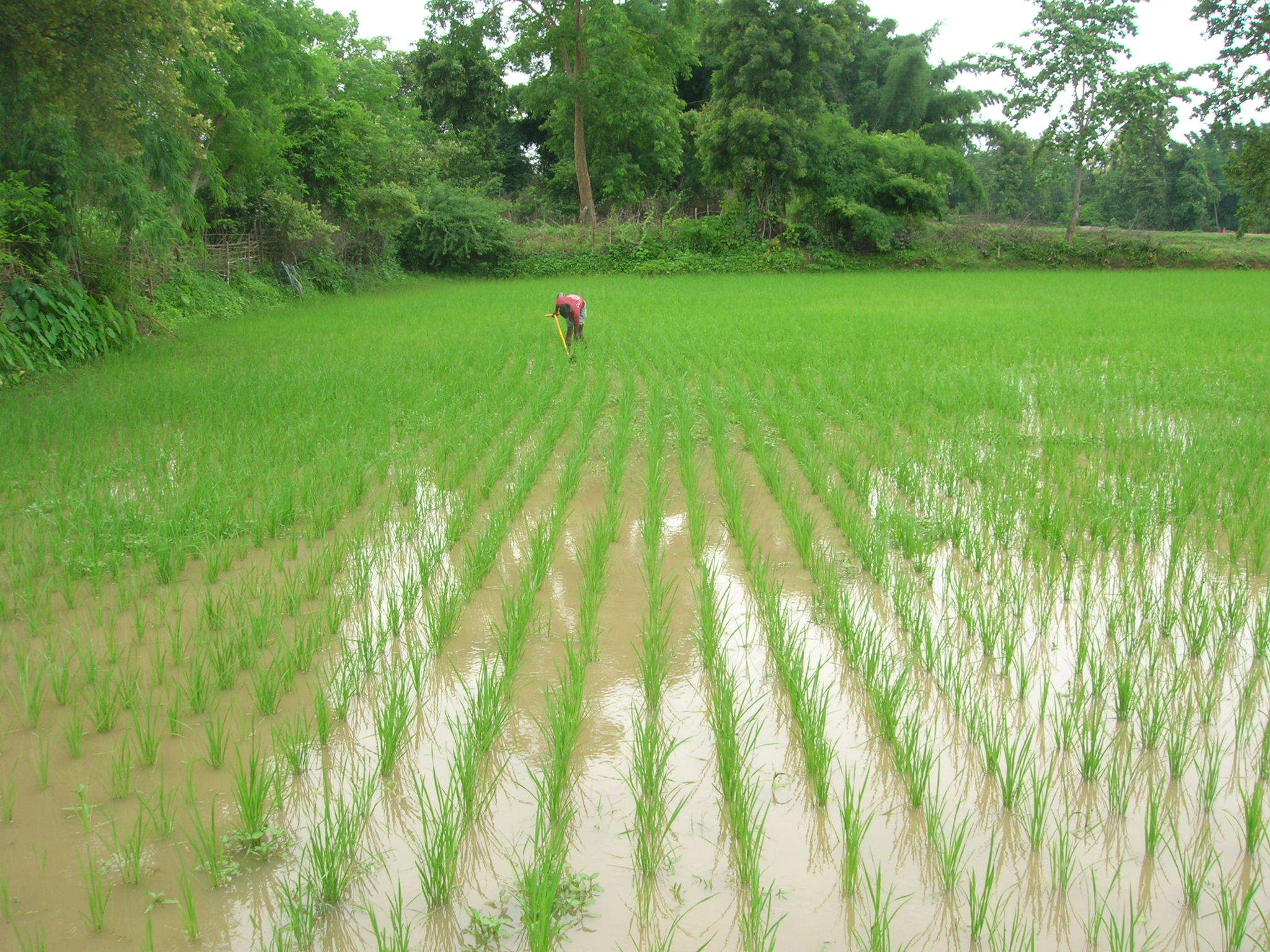
SRI field
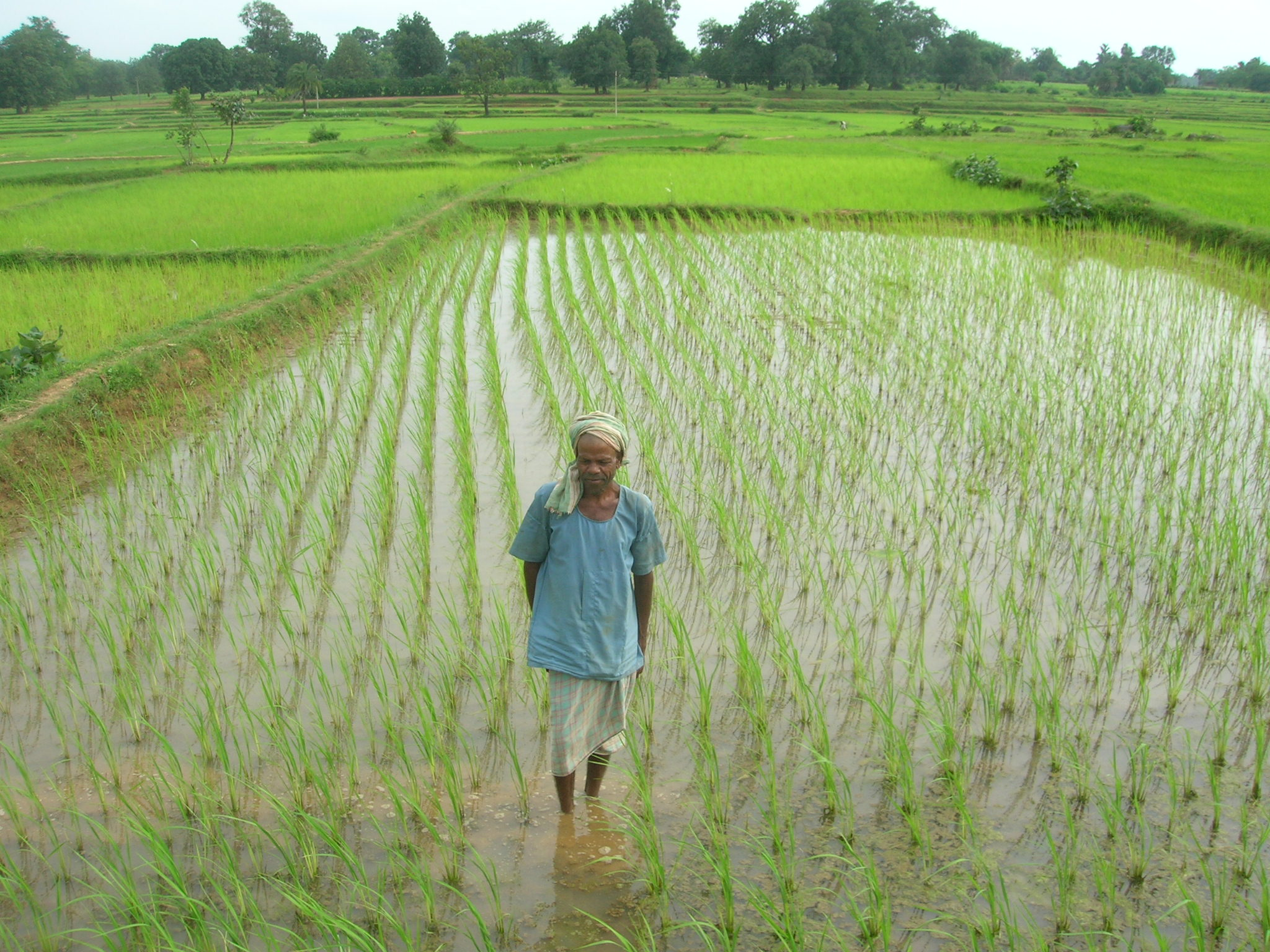
Farmer
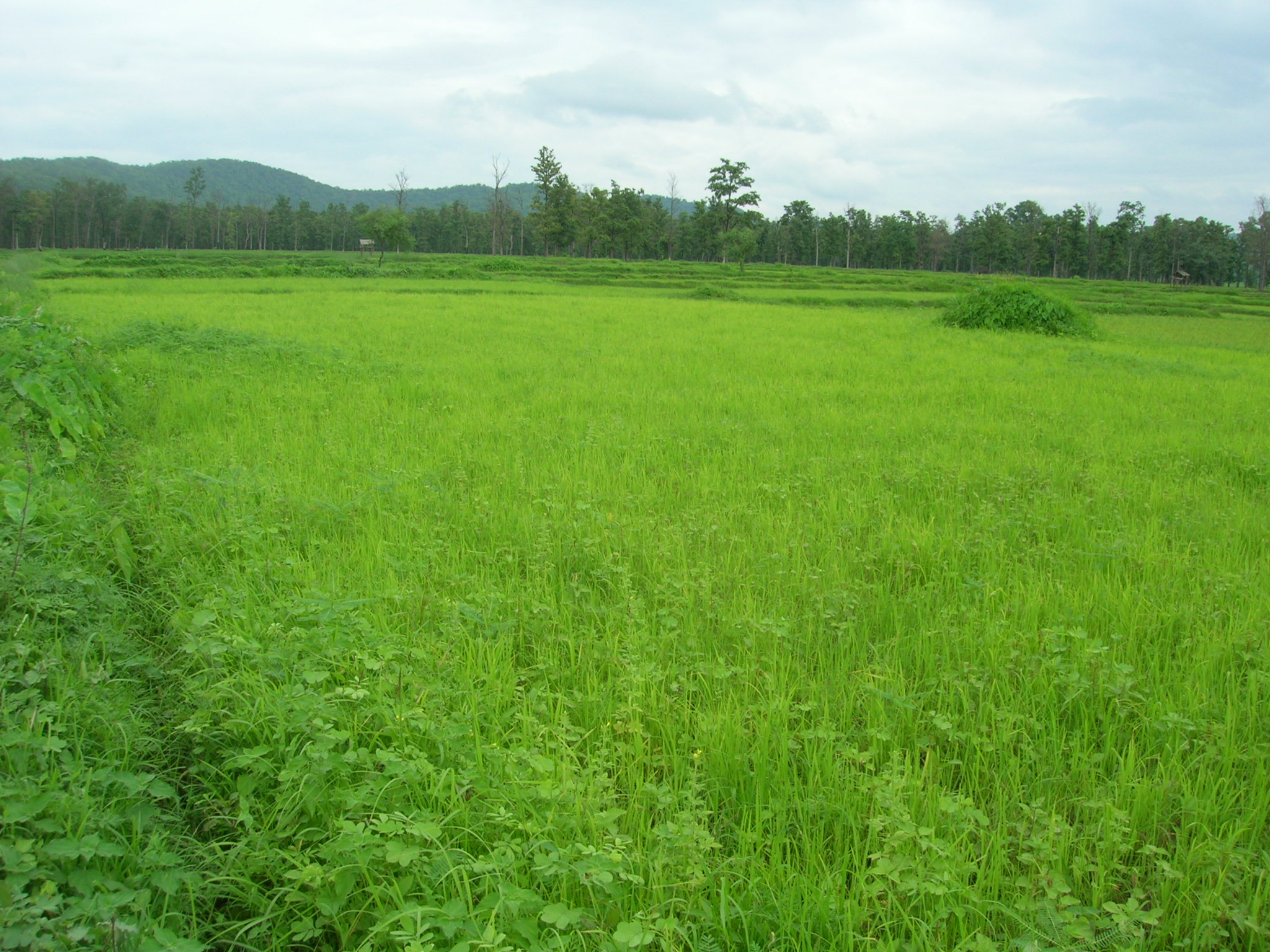
Crop with weeds
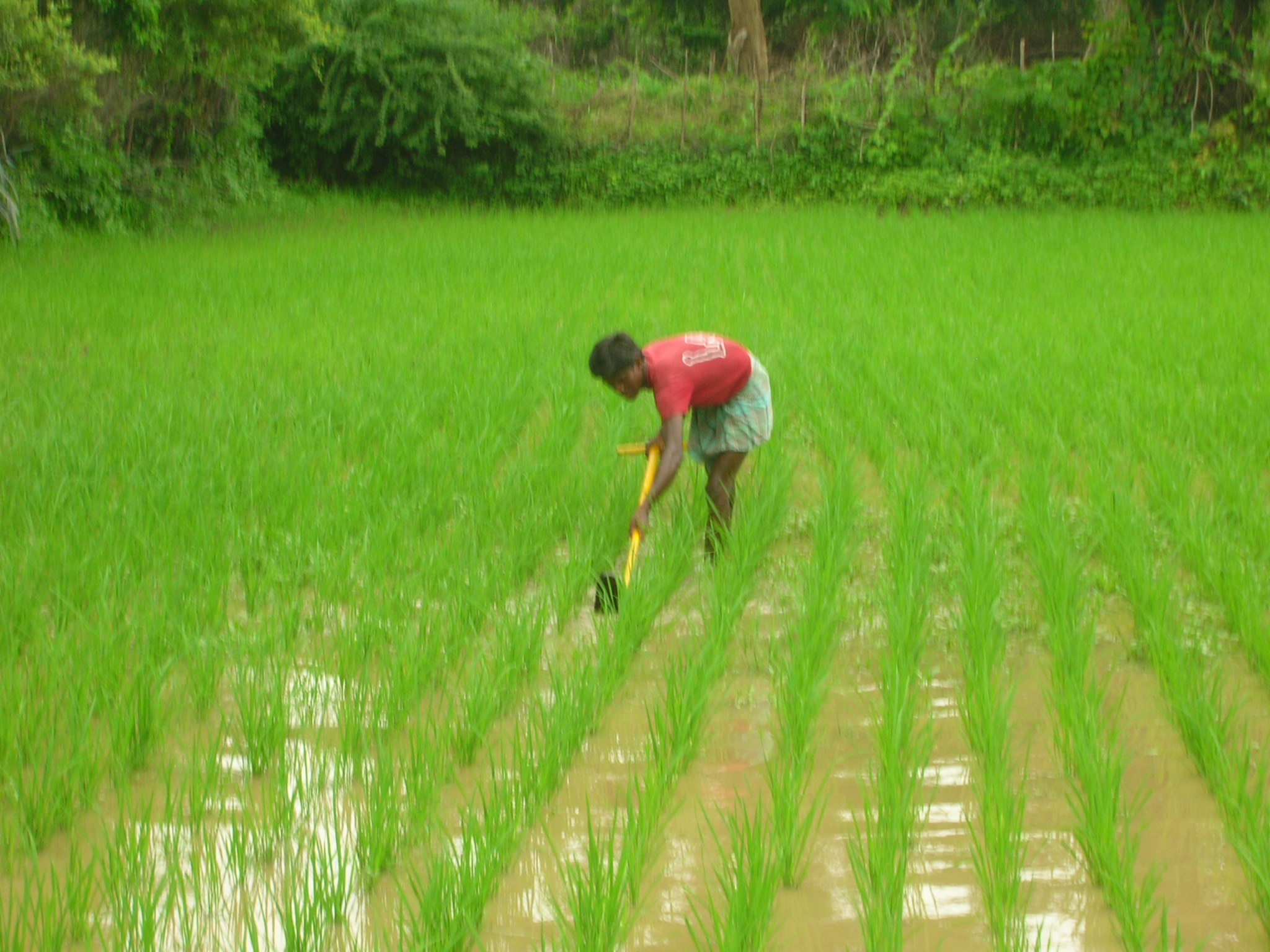
Weeding
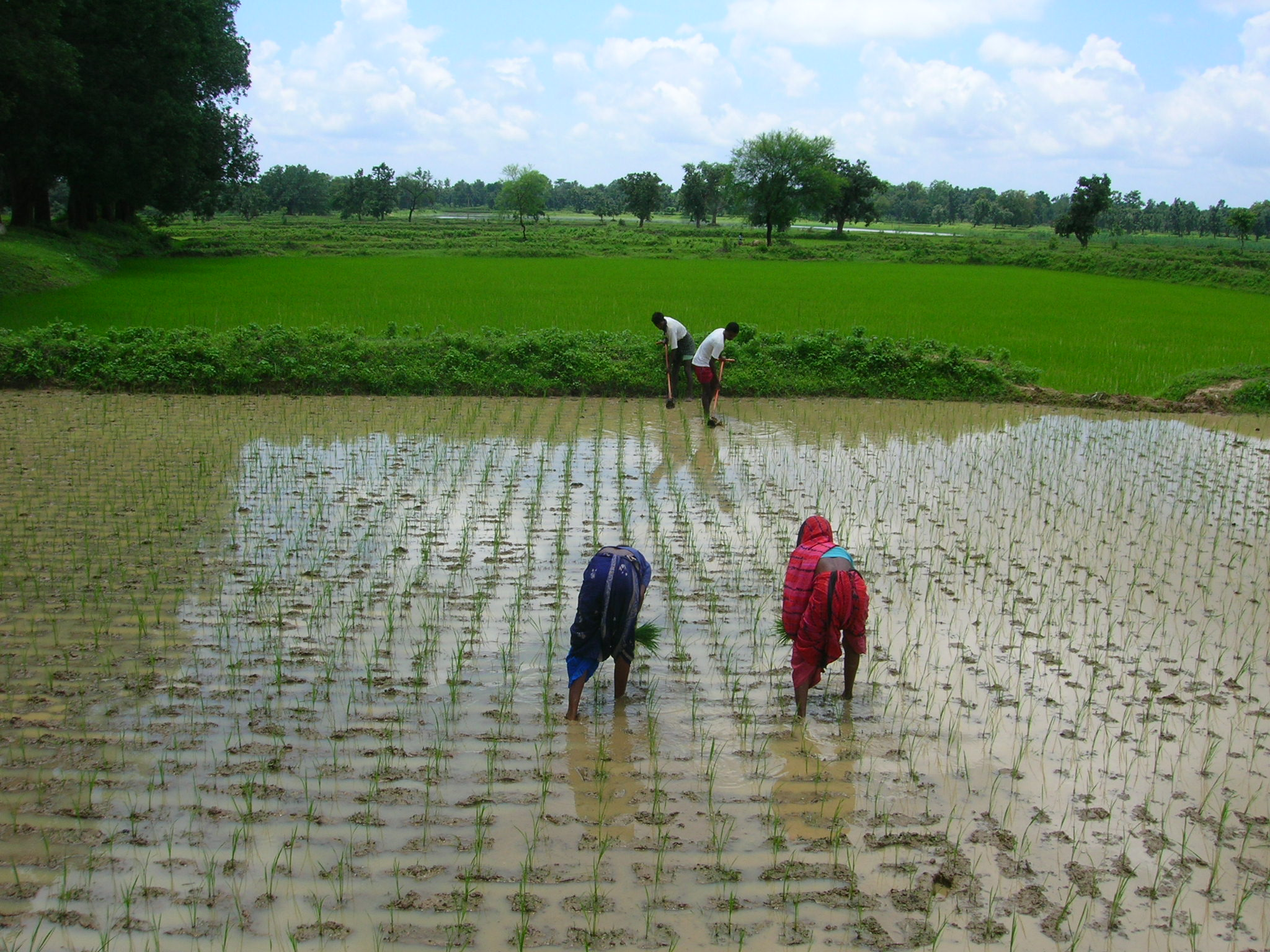
Weeding
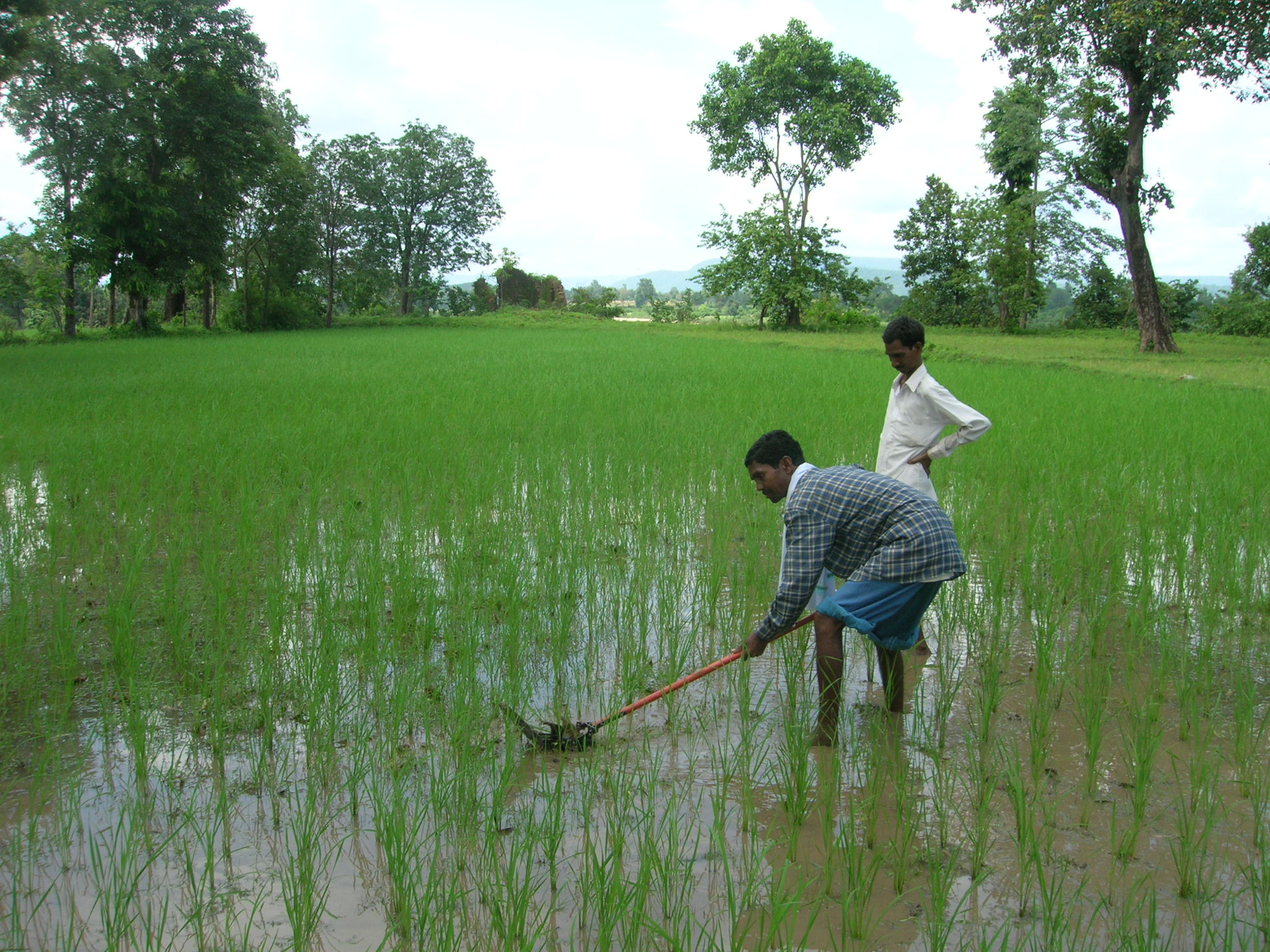
Weeding
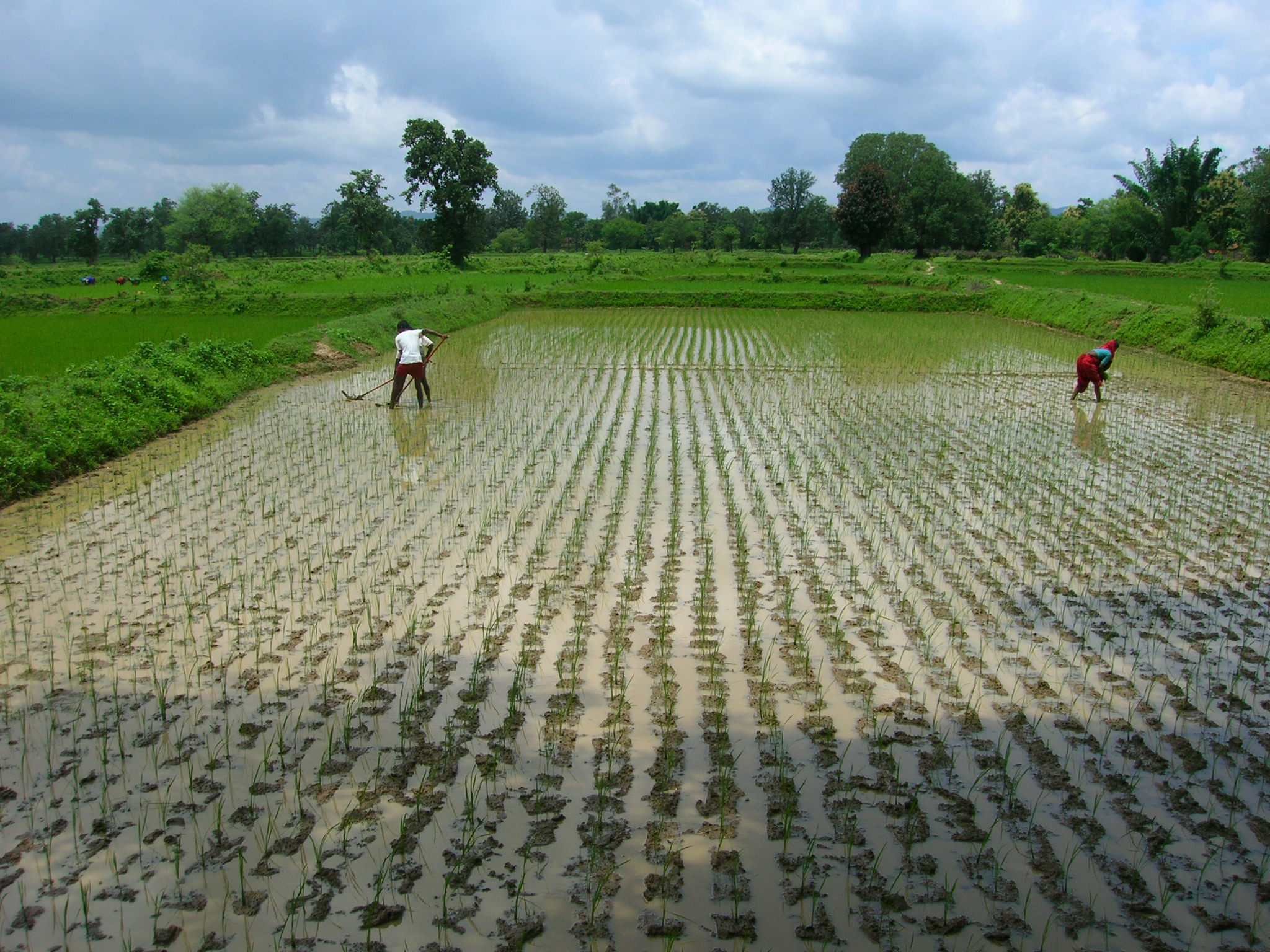
Weeding